# Sandié
Sandié est une commune rurale située dans le département de Réo de la province de Sanguié dans la région du Centre-Ouest au Burkina Faso.

## Démographie
| 2003  | 2006  | 2012 |
| ----- | ----- | ---- |
| 2 290 | 2 272 | -    |